# 李璥 (嗣郑王)
李璥（7世纪？—689年11月27日），唐朝宗室，唐高祖的孙子，郑王李元懿长子。
咸亨四年（673年），郑王李元懿去世。上元初年，李璥被唐高宗封为嗣郑王，历任遂州刺史、鄂州刺史。永昌元年十月己未（689年11月27日），鄂州刺史、嗣郑王李璥被武则天处死。神龙初年，唐中宗封李璥嫡子李希言为嗣郑王。

## 家庭
- 妻：窦氏
- 子：李希言，嗣郑王
- 子：李泽言，嗣安德郡公，出继李琳
  - 李勋，太子宫门丞，赠礼部郎中
    - 李縎，门下省城门郎
      - 李据，巩县丞
        - 李岷

  - 李劝，尉氏县尉
    - 李缙，河南府法曹参军
      - 李某
      - 李某
      - 李扢，字藻文，司农寺丞
        - 李嵎，濠州文学
        - 李楹，饶州参军
        - 李嶓
        - 李岣

      - 李挥，武康县尉

  - 李勉，字玄卿，汧国贞简公、工部尚書、检校司徒、同平章事、太子太师，赠太傅
    - 李缵
    - 李缜
    - 李纬
    - 李约，兵部员外郎
- 子：李察言，鸿胪卿，赠兵部尚书
  - 李自仙，太仆卿、怀汝楚等州别驾，赠尚书左仆射
    - 李𦐄，秘书郎
    - 李䎖，金华二州刺史、虞部郎中、宗正卿、镇国军潼关防御使
      - 李宗冉，京兆府富平尉
      - 李宗闵，字损之，中书舍人、知贡举、吏部侍郎、同中书门下平章事、中书侍郎、参知政事、襄武县开国侯
        - 李琨，字希立
        - 李瓚，字公锡，汲泉桂三州刺史
          - 李钦说，字巖卿
            - 三子一女

      - 李氏，嫁左拾遗、太常博士、尚书郎樊定纪[1]
      - 李氏，嫁左台监察御史元谷
      - 李氏，嫁左台监察御史崔蠡

    - 李夷简，字易之，门下侍郎、同中书门下平章事、检校尚书左仆射、兼太子少师分司东都、荥阳郡开国公，赠太子太保
      - 李匡文，乡贡进士
      - 李氏，嫁卢元裳

    - 李夷亮
    - 李夷则
    - 李夷范

  - 李自昌，眉州刺史